# 7 Seconds (nummer)
7 Seconds is een nummer van de Senegalese zanger Youssou N'Dour en de Zweedse zangeres Neneh Cherry. Het nummer verscheen op hun respectieve albums The Guide (Wommat) uit 1994 en Man uit 1996. In mei 1994 werd het nummer eerst in Europa op single uitgebracht, op 7 juni volgden de VS en Canada en in juli Australië en Nieuw-Zeeland.

## Achtergrond
7 Seconds is geschreven door Cherry, N'Dour, Cameron McVey en Jonathan Sharp en geproduceerd door Christian Falk in samenwerking met McVey en Sharp onder hun artiestennamen Booga Bear en Jonny Dollar. De titel en het refrein van het nummer verwijzen naar de eerste zeven seconden uit het leven van een baby. Cherry legde uit dat het kind "nog niets weet over de problemen en het geweld in onze wereld". Cherry zingt enkel in het Engels, terwijl N'Dour in drie talen zingt: Engels, Frans en de West-Afrikaanse taal Wolof.
7 Seconds werd een grote hit met top 3-noteringen in Europa en Australië, waaronder nummer 1-posities in Finland, Frankrijk, IJsland, Italië en Zwitserland. In het Verenigd Koninkrijk bereikte de single de 3e positie in de UK Singles Chart. In Ierland werd eveneens de 3e positie behaald, in de Eurochart Hot 100 de 2e, Duitsland en Oostenrijk de 3e, Canada de 15e en in de Verenigde Staten behaalde de single slechts de 98e positie van de Billboard Hot 100.
In Nederland was de single in week 22 van 1994 de 69e Megahit op toen Radio 3FM en werd een enorme hit. De single bereikte de 2e positie in zowel de toentertijd nieuwe publieke hitlijst op Radio 3FM; de Mega Top 50 als de Nederlandse Top 40 op destijds Radio 538.
In België bereikte de single de 3e positie in zowel de voorloper van de Vlaamse Ultratop 50 als de Vlaamse Radio 2 Top 30. In Wallonië werd géén notering behaald. 
In 1994 won de single de eerste MTV Europe Music Awards in de categorie "beste nummer".
In de sinds december 1999 jaarlijks uitgezonden NPO Radio 2 Top 2000 van de Nederlandse publieke radiozender NPO Radio 2 staat de single onafgebroken genoteerd, met als hoogste notering tot nu toe een 280e positie in 1999.

## Videoclip
In de zwart-wit videoclip van 7 Seconds, geregisseerd door Stéphane Sednaoui, zijn mensen van verschillende afkomsten te zien die langslopen terwijl N'Dour en Cherry het nummer zingen. In Nederland werd de videoclip destijds op televisie (Nederland 2) uitgezonden door het publieke Veronica in de tv-versie van de Mega Top 50 en door RTL 5 in de tv-versie van de Nederlandse Top 40.

## Hitnoteringen

### Nederlandse Top 40
| Hitnotering: 11-06-1994 t/m 01-10-1994 | Hitnotering: 11-06-1994 t/m 01-10-1994 | Hitnotering: 11-06-1994 t/m 01-10-1994 | Hitnotering: 11-06-1994 t/m 01-10-1994 | Hitnotering: 11-06-1994 t/m 01-10-1994 | Hitnotering: 11-06-1994 t/m 01-10-1994 | Hitnotering: 11-06-1994 t/m 01-10-1994 | Hitnotering: 11-06-1994 t/m 01-10-1994 | Hitnotering: 11-06-1994 t/m 01-10-1994 | Hitnotering: 11-06-1994 t/m 01-10-1994 | Hitnotering: 11-06-1994 t/m 01-10-1994 | Hitnotering: 11-06-1994 t/m 01-10-1994 | Hitnotering: 11-06-1994 t/m 01-10-1994 | Hitnotering: 11-06-1994 t/m 01-10-1994 | Hitnotering: 11-06-1994 t/m 01-10-1994 | Hitnotering: 11-06-1994 t/m 01-10-1994 | Hitnotering: 11-06-1994 t/m 01-10-1994 | Hitnotering: 11-06-1994 t/m 01-10-1994 | Hitnotering: 11-06-1994 t/m 01-10-1994 |
| Week                                   | 1                                      | 2                                      | 3                                      | 4                                      | 5                                      | 6                                      | 7                                      | 8                                      | 9                                      | 10                                     | 11                                     | 12                                     | 13                                     | 14                                     | 15                                     | 16                                     | 17                                     |                                        |
| -------------------------------------- | -------------------------------------- | -------------------------------------- | -------------------------------------- | -------------------------------------- | -------------------------------------- | -------------------------------------- | -------------------------------------- | -------------------------------------- | -------------------------------------- | -------------------------------------- | -------------------------------------- | -------------------------------------- | -------------------------------------- | -------------------------------------- | -------------------------------------- | -------------------------------------- | -------------------------------------- | -------------------------------------- |
| Positie                                | 24                                     | 12                                     | 6                                      | 3                                      | 2                                      | 2                                      | 2                                      | 2                                      | 5                                      | 6                                      | 13                                     | 15                                     | 16                                     | 20                                     | 24                                     | 32                                     | 37                                     | uit                                    |

### Mega Top 50
Megahit Radio 3FM week 22 1994.
| Hitnotering: 11-06-1994 t/m 15-10-1994 | Hitnotering: 11-06-1994 t/m 15-10-1994 | Hitnotering: 11-06-1994 t/m 15-10-1994 | Hitnotering: 11-06-1994 t/m 15-10-1994 | Hitnotering: 11-06-1994 t/m 15-10-1994 | Hitnotering: 11-06-1994 t/m 15-10-1994 | Hitnotering: 11-06-1994 t/m 15-10-1994 | Hitnotering: 11-06-1994 t/m 15-10-1994 | Hitnotering: 11-06-1994 t/m 15-10-1994 | Hitnotering: 11-06-1994 t/m 15-10-1994 | Hitnotering: 11-06-1994 t/m 15-10-1994 | Hitnotering: 11-06-1994 t/m 15-10-1994 | Hitnotering: 11-06-1994 t/m 15-10-1994 | Hitnotering: 11-06-1994 t/m 15-10-1994 | Hitnotering: 11-06-1994 t/m 15-10-1994 | Hitnotering: 11-06-1994 t/m 15-10-1994 | Hitnotering: 11-06-1994 t/m 15-10-1994 | Hitnotering: 11-06-1994 t/m 15-10-1994 | Hitnotering: 11-06-1994 t/m 15-10-1994 | Hitnotering: 11-06-1994 t/m 15-10-1994 | Hitnotering: 11-06-1994 t/m 15-10-1994 |
| Week                                   | 1                                      | 2                                      | 3                                      | 4                                      | 5                                      | 6                                      | 7                                      | 8                                      | 9                                      | 10                                     | 11                                     | 12                                     | 13                                     | 14                                     | 15                                     | 16                                     | 17                                     | 18                                     | 19                                     |                                        |
| -------------------------------------- | -------------------------------------- | -------------------------------------- | -------------------------------------- | -------------------------------------- | -------------------------------------- | -------------------------------------- | -------------------------------------- | -------------------------------------- | -------------------------------------- | -------------------------------------- | -------------------------------------- | -------------------------------------- | -------------------------------------- | -------------------------------------- | -------------------------------------- | -------------------------------------- | -------------------------------------- | -------------------------------------- | -------------------------------------- | -------------------------------------- |
| Positie                                | 28                                     | 8                                      | 3                                      | 3                                      | 3                                      | 3                                      | 2                                      | 2                                      | 3                                      | 5                                      | 5                                      | 5                                      | 6                                      | 11                                     | 18                                     | 22                                     | 29                                     | 43                                     | 49                                     | uit                                    |

### NPO Radio 2 Top 2000
| Nummer met noteringen in de NPO Radio 2 Top 2000 | '99 | '00 | '01 | '02 | '03 | '04 | '05 | '06 | '07 | '08 | '09 | '10 | '11 | '12 | '13 | '14 | '15  | '16  | '17  | '18  | '19  | '20  | '21  | '22  | '23  | '24  |
| ------------------------------------------------ | --- | --- | --- | --- | --- | --- | --- | --- | --- | --- | --- | --- | --- | --- | --- | --- | ---- | ---- | ---- | ---- | ---- | ---- | ---- | ---- | ---- | ---- |
| 7 Seconds                                        | 280 | 321 | 429 | 416 | 516 | 462 | 539 | 576 | 616 | 530 | 518 | 540 | 781 | 705 | 782 | 828 | 1042 | 1310 | 1329 | 1613 | 1727 | 1636 | 1552 | 1745 | 1575 | 1742 |

1. ↑  Een vetgedrukt getal geeft de hoogste notering aan.